# Frailea mammifera
Фра́йлея сосочконосная (лат. Frailea mammifera) — кактус из рода Фрайлея, сравнительно новый вид, найденный в 1972 году. Ареал вида находится преимущественно в Бразилии и Аргентине. От других видов рода отличается более чётко выраженными рёбрами, покрытыми регулярными треугольными сосочками и сравнительно лёгким цветением крупными светло-жёлтыми цветами.

## Описание вида
В природе растения чаще всего растут крошечными одиночными экземплярами, не ветвятся. Стебель почти шаровидный, блестящий, с возрастом удлинённо-шаровидный, слегка асимметричный, до 30—40 мм высотой и 25—35 мм в диаметре, тёмно-зелёный до пурпурно-коричневого, отростки образует очень редко. Рёбер 15—25, разделённых на треугольные бугорки, они имеют более чёткий и регулярный вид, чем у большинства других видов рода фрайлея, однако с возрастом постепенно сглаживаются.
Радиальных колючек около 5—7, они до 2—3 мм длиной, неравные, редкие, тонкие, иногда производят впечатление беспорядочных или нерегулярных, золотисто-жёлтые до белёсых; центральных колючек нет.
Бутоны густо опушённые и отчасти колючие. Цветок достаточно крупный, воронковидный, длиной и диаметром 25—35 мм, светло-жёлтый. Растение способно цвести со второго года жизни, однако цветки раскрывает нечасто и только в хороших условиях. Этот вид по сравнению с другими представителями рода цветёт всё же охотнее и цветы имеет более крупного размера, хотя по внешнему виду вполне характерные для всего рода. Клейстогамные цветки формируются на некоторых экземплярах уже с первого года жизни. Семена по 5—25 в плоде, крупные (1,5—2 мм), коричневые, хрупкие, достаточно быстро теряют всхожесть, как и у многих других видов фрайлеи.
Некоторые территориальные формы могут отличаться величиной растений, большей или меньшей чёткостью рёбер, а также контрастностью их окраски.

## Распространение вида в природе
Frailea mammifera — эндемик Бразилии (штат Рио Гранде Ду Сул) и Аргентины (провинция Энтре-Риос). Вид найден и описан в 1972 году Альбертом Бёйнингом и Арнольдом Бредеро.

## Растение в культуре
Выращивание растений этого вида особенных сложностей не представляет. Как и все виды этого рода, Frailea mammifera представляет собой миниатюрное, почти крошечное растение, к примеру, в возрасте 12 лет способно достигнуть 35—40 мм в диаметре. Для полного цветения необходимо светлое солнечное (но не обжигающее) местоположение, летнее тепло, хорошо проницаемая и лёгкая питательная земляная смесь. На своих корнях растёт превосходно, зимостойка (в сухом и здоровом состоянии выдерживает температуры до +2). В пожилом возрасте стебель становится несколько бесформенным, хотя своей оригинальной декоративности не теряет. Если не снимать старые плоды, они длительное время остаются на поверхности растения, чем усиливают впечатление его неаккуратности и асимметричности.

## Синонимы
В синонимику вида входят следующие названия:
- Astrophytum mammiferum (Buining & Brederoo) Halda & Malina (2005)[5]
- Frailea magnifica Buining ex Prestle (1997)[2][6]